# Soldiner Kiez

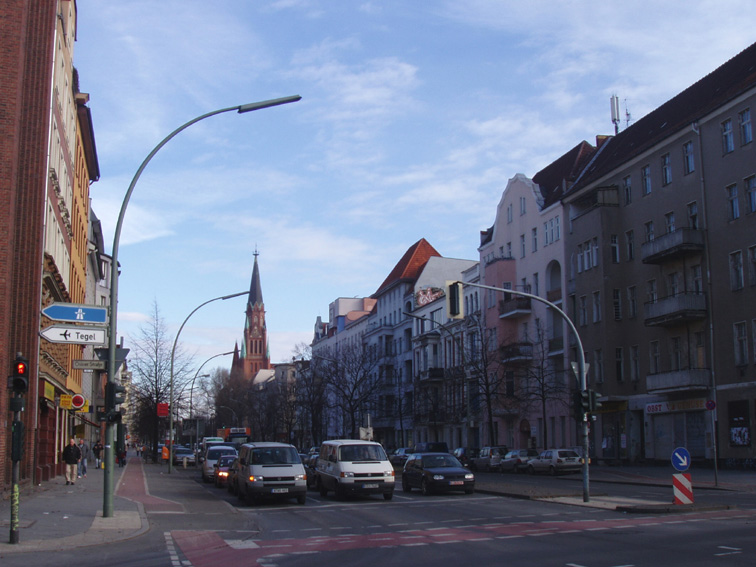
Prinzenallee Ecke Osloer Straße mit der Stephanuskirche

Als Soldiner Kiez (Ausspracheⓘ) wird das nördlich der Osloer Straße gelegene Wohnviertel des Berliner Ortsteils Gesundbrunnen bezeichnet.

## Namensgebung
Vor dem Jahr 2000 ist der Name Soldiner Kiez nicht belegt. In den darauf folgenden Jahren wird er häufig verwendet. Grund dürfte die Einrichtung des Quartiersmanagements Soldiner Straße/Wollankstraße im Jahr 1999 sein. Das Förderprogramm zur Stabilisierung der sozialen Lage läuft seitdem seit 20 Jahren. Der Soldiner Kiezverein gründete sich 2002.
Namensgeber für den Stadtteil ist die Soldiner Straße, die nach der Stadt Soldin (seit 1945: Myślibórz) in Pommern benannt ist. Die Stadt liegt im westlichen Teil Polens.

## Lage
Der Kiez wird im Süden von der Osloer Straße, im Nordwesten von der Drontheimer und Provinzstraße sowie im Nordosten von der Trasse der Berliner Nordbahn begrenzt. Im Norden befinden sich Kleingartenkolonien und Gewerbeansiedlungen.
Quer durch den Kiez verläuft die Soldiner Straße, längs verläuft die Panke. Auf Höhe der Prinzenallee befindet sich die Stephanuskirche.
Am nördlichen Ende bzw. dem äußersten südöstlichen Ende grenzen die S-Bahnhöfe Wollankstraße und Bornholmer Straße an, im Südwesten der U-Bahnhof Osloer Straße (Linien U8 und U9).
Die Bezirksverwaltung ordnet das Wohnviertel der Bezirksregion Osloer Straße zu. Diese Bezirksregion (Nummer 31) umfasst zusätzlich den Kern des Gesundbrunnens an der Badstraße. Auf der Ebene der Lebensweltlich orientierte Räume entspricht der Soldiner Kiez dem Raum Soldiner Straße. Das Gebiet ist 170 Hektar groß.

## Bevölkerung
Laut Monitoring Soziale Stadtentwicklung mit Datenstand vom 31. Dezember 2018 leben im Soldiner Kiez etwas mehr als 27.000 Einwohner. Das entspricht einer relativ hohen Bevölkerungsdichte von rund 15.800 Menschen pro km². Die Zahl der Einwohner steigt in den letzten Jahren. Im Bezirksregionenprofil mit Redaktionsschluss 2014 wird die Zahl von 24.600 genannt. Etwa zwei Drittel der Bewohner haben einen Migrationshintergrund. Der Anteil der Menschen, die Transferleistungen beziehen, ist überdurchschnittlich hoch.
Bis Mitte der 2010er Jahre galt der Soldiner Kiez als besonders kriminalitätsbelasteter Ort in Berlin, worauf mit Jugend- und Präventionsprojekten reagiert wurde.
Bei der Wahl zum Abgeordnetenhaus 2016 gewann die SPD im Soldiner Kiez 21 % der Stimmen; Linke und Grüne folgten mit jeweils rund 20 %. Die CDU erhielt 10,2 %, die AfD 10,0 % und die FDP 4,3 %. Bei der Wahl zum Deutschen Bundestag 2017 wählten 25 % der Wähler die Linken, 18 % die SPD und 17 % die Grünen. Die CDU erhielt 11,6 %, die FDP 4,7 % und die AfD 6,3 % Bei der Europawahl 2019 kamen die Grünen auf 32 %, die Linke auf 15 % und die SPD auf 12 %.

## Sehenswürdigkeiten
- Stephanuskirche, Prinzenallee 39, errichtet 1902 bis 1904 von Bürckner und Eicke
- St.-Elisabeth-Friedhof II, Wollankstraße 66, Tor, Friedhofsverwaltung und Kapelle 1887–1888 errichtet
- Haus Römer, Wollankstraße 61 D. 1876 bis 1877 errichtete Villa eines Lederfabrikanten im klassizistischen Stil
- Walter-Nicklitz-Promenade, Abschnitt zwischen Osloer Straße und Bezirksgrenze
- Einmal pro Monat organisiert die „Kolonie Wedding“ die Galeriewochenenden[8]